# Республика Прекмурье
Респу́блика Пре́кмурье или Мурска республика (словен. Murska republika; венг. Vendvidéki Köztársaság, Muravidéki Köztársaság, Mura Köztársaság; нем. Murrepublik; прекм.-словен.: Republika Slovenska okorglina) — короткоживущее национально-государственное образование на территории Прекмурья (северо-восток современной Словении). Республика просуществовала всего неделю с 29 мая по 6 июня 1919 года.

## История
Населённое словенцами Прекмурье (Прекомурье, Прекмура) с 894 по 1919 год входило в состав Венгерского Королевства, в то время как бо́льшая часть словенской этнической территории (Крайна) на протяжении веков (вплоть до начала XX века) относилась к Цислейтании. Сейчас большая часть Прекмурья принадлежит Республике Словении, меньшая — Венгрии.
К началу XX века 69 % населения Прекмурья составляли словенцы, 20 % — венгры, 8 % — немцы и 3 % — хорваты. В 1907 году чувствительный удар по национальному самосознанию словенцев, хорватов, да и немцев Прекмурья был нанесён шовинистическим Школьным законом Аппоньи, запретившим употребление невенгерских языков в учебных заведениях Транслейтании.
Во время Первой мировой войны лидеры словенского меньшинства в Прекмурье были в основном католическими священниками и лютеранскими пасторами. После распада Австро-Венгрии католическое духовенство Прекмурья при поддержке светских лидеров возглавило движение за объединение с Государством словенцев, хорватов и сербов. Однако лютеране продолжали быть сторонниками венгерской власти.
В конце Первой мировой войны, в 1918 году, малочисленные отряды недавно сформированной Хорватской армии присоединили Прекмурье к Хорватско-Словенскому государству, но вскоре были выбиты оттуда 83-м полком венгерских гонведов.
21 марта 1919 года к власти в Венгрии пришли коммунисты, подмявшие под себя венгерских социал-демократов. В ответ словенцы Прекмурья решили отделиться, создав, на основе Четырнадцати пунктов американского президента Вудро Вильсона, свою суверенную державу. Республика Прекмурье была провозглашена 29 мая 1919 года на большей части одноимённого региона — за вычетом Лендавского округа (венг. Vendvidék). Основателем, первым и последним президентом Республики Прекмурье стал учитель, лингвист и патриот, правый социал-демократ Вилмош Ткалец (словен. Vilmoš Tkalec, венг. Vilmos Tkálecz). И католики, и лютеране поддержали его. Столицей республики была избрана Мурска-Собота. Независимость Прекмурья была признана Австрией.
Однако всего через неделю, 6 июня 1919 года, Республика Прекмурье была оккупирована воинскими контингентами Венгерской советской республики под командованием Нандора Ревеса и Иштвана Удвароша. Армия республики состояла всего из 900 солдат и не смогла оказать адекватного сопротивления агрессору. По приказу Удвароша 50 прекмурских крестьян были расстреляны как антикоммунисты. Президент Ткалец сумел избежать ареста и эмигрировал в Австрию.
1 августа 1919 года Венгерская советская республика была свергнута румынскими войсками и местными партизанами. 17 августа армия Королевства сербов, хорватов и словенцев (Юго-Славии) вошла в Прекмурье. Современная граница была закреплена Трианонским договором. Вильмош Ткалец, спешно вернувшийся в родные края, угодил в югославскую тюрьму, а после освобождения и продолжительной безработицы переехал в Венгерское Королевство, возрожденное из небытия адмиралом Миклошем Хорти. В 1920 году Ткалец поселился в деревне Надькарачоньи (Nagykarácsony), в Центральной Венгрии, где устроился школьным учителем. В 1929 году экс-президент Республики Прекмурье взял себе венгерскую фамилию — и из Вилмоша Ткалеца превратился в Вильмоша Тарчаи (венг. Tarcsay Vilmos). Свой труд по грамматике прекмурско-словенского языка, «Vend-szlovenszka kniga cstenya», он издал в 1939 году без указания имени автора. Ткалец умер 27 мая 1950 года, в Венгерской Народной Республике, в Будапеште, где никто (или почти никто) не знал и не догадывался о его бурном и антикоммунистическом прошлом.